# Benedetto Buommattei

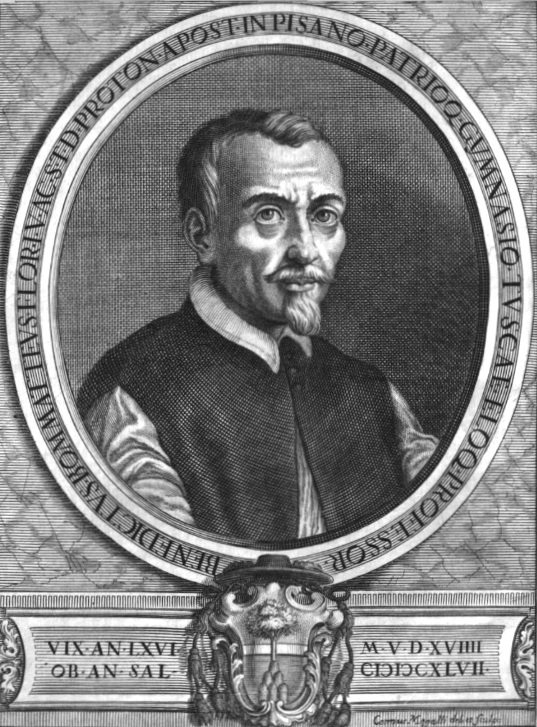
Benedetto Buommattei

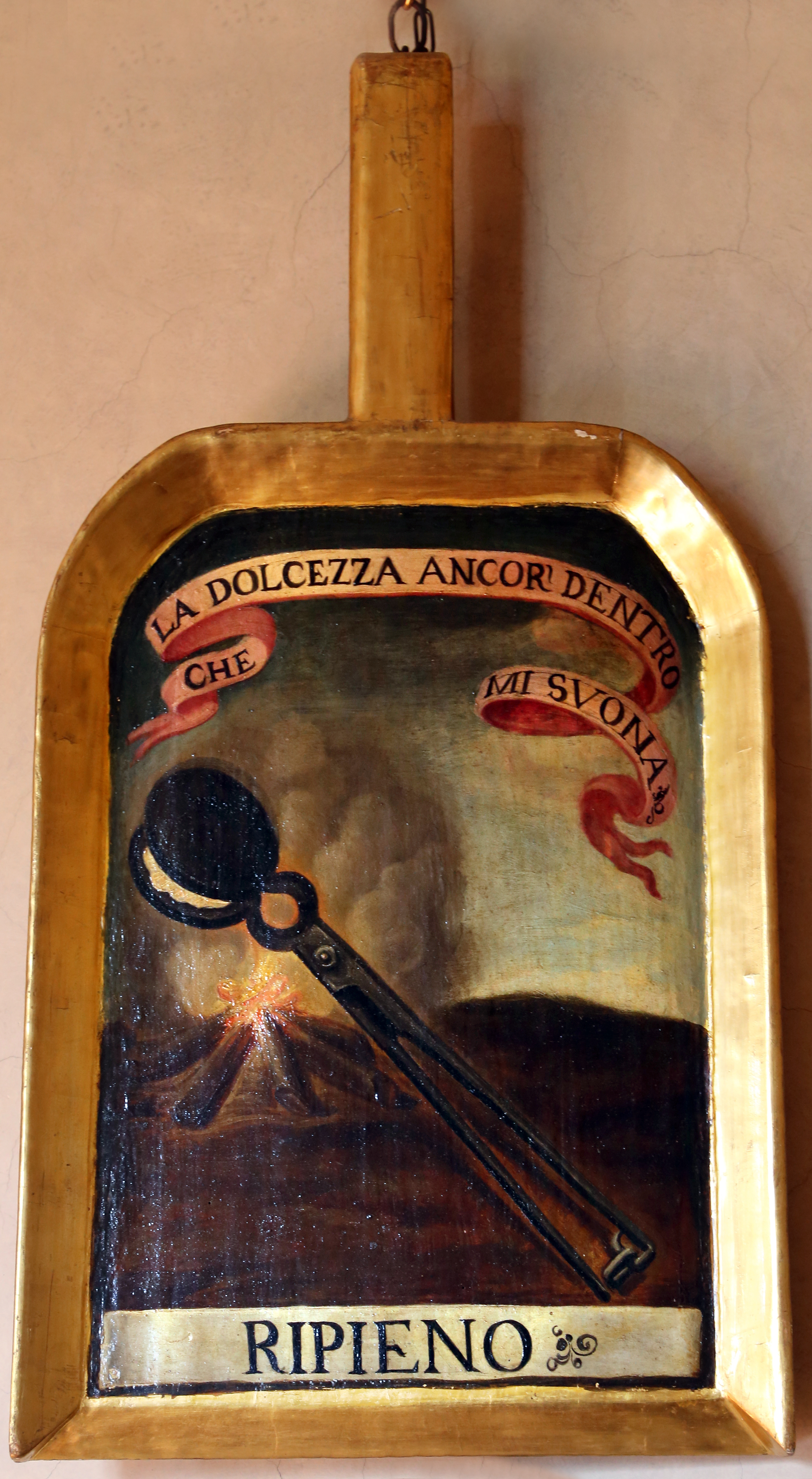
Das „Pala“ von Benedetto Buommattei im Accademia della Crusca

Benedetto Buommattei (* Juli 1581 in Florenz; † 1. Januar 1648 in Florenz) war ein italienischer Romanist und Grammatiker.

## Leben und Werk
Buommattei (auch: Buonmattei) studierte Rechtswissenschaft in Pisa, wurde 1608 zum Priester geweiht und 1611 in Florenz in Theologie promoviert. Seine Liebe galt der Mathematik und der Grammatik. 1627 wurde Buommattei in die Accademia della Crusca aufgenommen, 1632 als Professor für toskanische (italienische) Sprache an die Universität Pisa berufen, 1637 in gleicher Funktion an die Universität Florenz, wo er auch über Dante las und 1638 mit John Milton zusammentraf.
Buommattei ist der bedeutendste italienische Grammatiker des 17. Jahrhunderts. Sein Werk Della lingua toscana entstand ab 1613, zirkulierte zuerst als Manuskript, erschien ein erstes Mal 1623 in Venedig (2. Auflage 1626) und 1643 in endgültiger Fassung (3. Auflage) in Florenz (ab 1714 zahlreiche Auflagen im 18. Jahrhundert, Mailand 1907, Florenz 2007).

## Werke
- Modo di consecrar le vergini secundo l’uso del Pontifical Romano. Con la dichiarazion de misteri delle cerimonie, che in quell’azion si fanno, Venedig 1622
- Della lingua toscana, hrsg. von Michele Colombo, Florenz 2007 (Vorwort von Giulio Lepschy)